# Teracotona clara
Teracotona clara är en fjärilsart som beskrevs av Holland 1892. Teracotona clara ingår i släktet Teracotona och familjen björnspinnare. Inga underarter finns listade i Catalogue of Life.